# Isajas Afewerki
Isajas Afewerki (ur. 2 lutego 1946 w Asmarze) – erytrejski polityk, pierwszy prezydent niepodległej Erytrei (od 1993 roku).

## Życiorys
Przewodził frakcji wewnątrz Erytrejskiego Frontu Wyzwolenia (ELF). Nosiła ona początkowo nazwę Erytrejski Front na Rzecz Niepodległości. Frakcja Afewerki grupowała głównie chrześcijan popierających socjalistyczny program ideologiczny. Grupa w praktyce działała niezależnie od ELF. W 1970 roku frakcja przyjęła nazwę Erytrejskie Siły Wyzwoleńcze.
W latach 1966–1968 kształcił się w Chinach na kierunkach ideologii politycznych i wojny partyzanckiej.
W 1973 roku jego frakcja połączyła się z grupą Osmana Sabbe tworząc Front Wyzwolenia Ludu Erytrei, który w 1977 roku przyjął ostateczną nazwę – Erytrejski Ludowy Front Wyzwolenia (EPLF, w 1994 roku partia zmieniła nazwę na Ludowy Front na rzecz Demokracji i Sprawiedliwości). Grupa ta odcięła się od ELF i przyjęła taktykę ostrej walki politycznej oraz zbrojnej z tymże ugrupowaniem. Polityka ta okazała się skuteczna, a EPLF stał się dominującym nurtem niepodległościowym.
Po wyparciu z terytorium Erytrei wojsk etiopskich stanął na czele rządu tymczasowego. 24 maja 1993 został wybrany na urząd prezydenta Erytrei. Jako prezydent często jest krytykowany za zapędy dyktatorskie, objawiające się m.in. poprzez blokowanie wolności prasy (Erytrea należy do czołówki państw świata represjonujących media), uniemożliwianie przeprowadzenia wolnych wyborów parlamentarnych, prześladowania religijne.